# Stellar Blade
Stellar Blade ist ein Videospiel von Shift Up, das durch Sony Interactive Entertainment am 26. April 2024 für die PlayStation 5 sowie am 12. Juni 2025 für Windows veröffentlicht wurde.

## Handlung
Die Menschheit wird nach einem verlorenen Krieg gegen monströse Kreaturen namens Naytibas von der Erde vertrieben.
Die Kolonie, unter der Leitung von Mohtersphere, sendet die siebte Landungsmission, um den Naytiba Ältesten zu finden und zu vernichten um somit die Erde für die Menschheit zurückzuerobern. Während des Orbital-Drops der Landungskapseln, wird ein Großteil der Kapseln abgeschossen. Nur eine Handvoll von Landetruppsoldaten schaffen es zur Oberfläche, unter ihnen Eve und ihre Freundin und Kommandantin Tachy, jedoch wurde Eves Körperskelett beim Aufprall beschädigt. Auf dem Weg zum Sammelpunkt sterben alle Mitglieder außer Tachy und Eve. Am Sammelpunkt töten sie einen Elite Naytiba, werden dann jedoch von einem unbekannten Alpha-Naytiba angegriffen. Tachy kann Eves Leben retten, verliert dabei jedoch den linken Arm und ihr Leben. Eve wird von einem Scavanger namens Adam gerettet.
An Bord seines Quadropods, repariert Adam Eves beschädigtes Körperskelett. Adam verspricht Eve zu helfen, den Alpha-Naytiba, welcher ihr Ziel war, zu finden. Sie muss ihm aber dabei helfen, eine Hyperzelle zu bergen. In Eidos 7, sieht Eve zum ersten Mal die Welt und erlebt Regen. Adam leitet sie mithilfe einer Drohne durch die Stadt, während er selbst im Quadropod zurückbleibt. Eve erreicht die Halle der Erinnerung, einer Anlage, die Unmengen an Daten und Erinnerungen gespeichert hat, welche nicht mehr zur Kolonie hochgeladen werden konnten, bevor die Erde den Kontakt zum Netzwerk verloren hat. Nachdem sie dort die Hyperzelle geborgen hat, weist Adam ihr den Weg zu einem Krater am Rand von Eidos 7, in welchem der Alpha-Naytiba zuletzt gesichtet wurde. Der Krater wurde durch den Absturz einer Landungskapsel vom fünften Landungstrupp verursacht. Eve kann den Alpha-Naytiba besiegen und seinen Kern extrahieren. Mit diesem Kern hofft sie, dass Nest der Naytibas zu öffnen, um den Ältesten dort zu vernichten. Als Geräusche aus der Kapsel dringen, öffnet Eve diese. Im inneren befindet sich Lily Artemis die zweite, ihres Zeichens Ingenieurin und letzte Überlebende der fünften Landungsmission. Sie bietet Eve an, ihre persönliche Ingenieurin zu werden.
Adam bringt beide in die Stadt Xion, die letzte Bastion der Menschheit auf der Erde, wo die letzten Überlebenden leben. In Xion trifft Eve auf Orcal, einen sehr alten Mann der viel wissen hat und seinen eigenen Informationslink. Er offenbart Eve, dass ein Alphakern nicht ausreicht um das Nest zu öffnen, sondern dass sie vier Kerne benötigt, um einen Omegakern zu erschaffen, der das Nest öffnet. Eve setzt mit Adam, die geborgene Hyperzelle in den Hyperdrive der Arche ein. Die Arche ist eine Anlage im Inneren von Xion, in der viele tausend Bewohner in Stasis schlafen, durch die Energie der Hyperzelle werden ihre Leben verlängert und viele können aufwachen. Orcal teilt Eve mit, dass er mit einer weiteren Hyperzelle seinen Informationslink ausweiten kann, um einen weiten Alpha-Naytiba zu finden. Die nächstgelegene Hyperzelle befindet sich im Ödland, in der unterirdischen Anlage Altess Levoire.

## Spielprinzip
Stellar Blade ist ein Actionspiel, das aus einer Third-Person-Perspektive gespielt wird. Der Kampf konzentriert sich darauf, die Angriffsmuster von Feinden zu erfassen und mit einem präzisen Timing zu besiegen. Protagonistin Eves Beta-Anzeige wird durch Parieren und Umgehen im Kampf gefüllt. Die Beta-Anzeige wird für Fähigkeiten wie das Durchstechen von Superrüstung und die Unterbrechung der feindlichen Combo verwendet. Eve hat auch eine Burst-Anzeige, das durch aufeinanderfolgende Parieren und Combos gefüllt wird. Sie kann verwendet werden um Buffs und mächtige Angriffe zu aktivieren. Allgemein wurde das Spielprinzip mit dem von Nier Automata verglichen.
Das Spiel nutzt außerdem das haptische Feedback des PlayStation 5 DualSense-Controllers, um Feedback zu feindlichen Angriffen und Waffengenauigkeit zu liefern. Die Erkundung bietet Wandskalierung und Schaukeln an Seilen für die Umweltdurchquerung, mit Dingen, die gefunden werden können, einschließlich zusätzlicher Kostüme.

## Entwicklung und Veröffentlichung
Im April 2019 kündigte das koreanische Studio Shift Up Project Eve für PlayStation 4, Windows und Xbox One an. Ein Prototyp für neues Gameplay und Art Direction wurde Ende 2020 gezeigt. Im PlayStation Showcase im September 2021 wurde das Spiel exklusiv für PlayStation 5 angekündigt und bestätigt, dass Sony Interactive Entertainment das Spiel veröffentlichen wird. Das Spiel verwendet 3D-Scans für einige Charaktermodelle, wobei Eve auf der Figur von Shin Jae-eun basiert. In einem State of Play im Januar 2024 wurde angekündigt, dass das Spiel am 26. April veröffentlicht werden wird.
Eine Demo des Spiels wurde am 29. März 2024 im PlayStation Store veröffentlicht.

## Rezeption
Stellar Blade hat „allgemein positive“ Kritiken erhalten, mit einer Gesamtwertung von 82/100 auf Metacritic, basierend auf 100 Kritiken. Auf Opencritic erhielt Stellar Blade eine Wertung von 84/100, basierend auf 44 Kritiken.